# (20172) 1996 XT16
1996 أكس تي 16 (ويعرف أيضًا باسم (20172) 1996 أكس تي 16 وفق تسمية الكوكب الصغير) (بالإنجليزية: 1996 XT16)‏؛ هو كويكب ضمن حزام الكويكبات.
اكتُشف هذا الجُرم الفلكي بواسطة سبيس واتش في 4 ديسمبر 1996، وترتيبه 20172 من حيث الاكتشاف.

## الوصف
اكتُشف 201721996XT في 4 ديسمبر 1996 في مرصد قمة كت الوطني، الواقع في صحراء سونورا، أريزونا في الولايات المتحدة، بواسطة مشروع سبايس واتش (مشاهد السماء) التابع لجامعة أريزونا. وقد رصد المشروع 1,026 مشاهدة للكويكب إلى غاية 5 فبراير 2022 بتوقيت منطقة المحيط الهادئ، أي في مدة قدرها 11,662 يومًا (32.0 عام). تستغرق الفترة المدارية للكويكب 1,340 يومًا (3.7 عام).

## الخصائص المدارية
يتميز مدار هذا الكويكب بنصف محور رئيسي يبلغ 2.38 وحدة فلكية، وحضيض قدره 2.01 وحدة فلكية، وانحراف قدره 0.156 وزاوية ميلان 1.53 درجة بالنسبة لمسار الشمس. بسبب هذه الخصائص، أي نصف المحور الرئيسي بين 2 و3.2 وحدة فلكية وحضيض أكبر من 1,666 وحدة فلكية، يُصنف هذا الجُرم الفلكي وفقًا لقاعدة بيانات مختبر الدفع النفاث لأجرام النظام الشمسي الصغيرة كائنًا من حزام الكويكبات الرئيسي.

## وصلات خارجية
- (20172) 1996 XT16 في قاعدة بيانات مختبر الدفع النفاث لأجرام النظام الشمسي الصغيرة

- الاكتشاف · مخطط المدار ·  العناصر المدارية · المعلمات المادية

- (20172) 1996 XT16 على موقع ويكي سكاي: DSS2, SDSS, GALEX, IRAS, Hydrogen α, X-Ray, Astrophoto, Sky Map, Articles and images